# Synchronized Multimedia Integration Language
SMIL (wym. „smail”, ang. Synchronized Multimedia Integration Language) – standard zalecany przez W3C do opisu prezentacji multimedialnych z wykorzystaniem XML.
SMIL określa m.in. znaczniki synchronizacji, układu, animacji, przejść obrazu oraz zagnieżdżania. Pozwala na wstawianie obrazu, animacji, muzyki oraz filmów i umożliwia synchronizację tych elementów.

## Wersje
- SMIL 1.0 – rekomendacja W3C czerwiec 1998,
- SMIL 2.0 – rekomendacja W3C sierpień 2001,
- SMIL 2.1 – rekomendacja W3C grudzień 2005,
- SMIL 3.0 – rekomendacja W3C, grudzień 2008

## Zastosowanie
- Pokazy slajdów umieszczane w Internecie lub Intranecie
- Prezentacje połączone z innymi plikami SMIL
- Prezentacje zawierające klawisze kontrolne (stop, start, next itp.)
- Definiowanie kolejności i czasu trwania obiektów multimedialnych
- Definiowanie pozycji i sposobu wyświetlania obiektów multimedialnych
- Wyświetlanie dokumentów zawierających elementy różnego typu np. audio, video, tekst
- Wyświetlanie różnorodnych elementów w tym samym czasie
- Wyświetlanie plików pochodzących z wielu różnych serwerów

## Struktura dokumentu
```
 
<smil>

 
<head>

    
<layout>
 
...

    
</layout>

 
</head>

 
<body>

    
<!-- komentarz-->

      
...

 
</body>

 
</smil>

```

Sekcja <head>
- może występować (nie jest wymagana)
- zawiera metadane i warstwy layout

Sekcja <body>
- wymagana
- zawiera informacje na temat zawartości prezentacji i sposobu jej wyświetlania (np. czasu, kolejności),
- składa się głównie z kombinacji dwóch podstawowych tagów:
  - parallel („<par>”)
  - sequential („<seq>“)

```
<?xml version="1.0" encoding="ISO-8859-1"?>

 
<smil
 
xmlns=
"http://www.w3.org/SMIL20/Language"
>

 
<head>
 
<!--The layout section defines regions in which to place content-->

    
<layout>

    
...

    
</layout>
 
<!--Transitions defined in head act on content defined in body-->

         
<transition
 
id=
"fade"
 
type=
"fade"
 
dur=
"1s"
/>

         
<transition
 
id=
"push"
 
type=
"pushWipe"
 
dur=
"0.5s"
/>

  
</head>

  
<body>

    
<par>
 
<img
 
src=
"imagefile.jpg"
 
transIn=
"fade"
/>

      
<video
 
src=
"soundfile.aif"
 
transOut=
"push"
/>

    
</par>

  
</body>

</smil>

```

## Moduły w SMIL 2.0
1. Timing
2. Time Manipulations
3. Animation
4. Content Control
5. Layout
6. Linking
7. Media Objects
8. Metainformation
9. Structure
10. Transitions

## Moduły w SMIL 3.0
1. Animation
2. Content Control
3. Layout
4. Linking
5. Media Objects
6. SmilText
7. Metainformation
8. Structure
9. Timing
10. Time Manipulations
11. State
12. Transitions

## Wyświetlanie plików SMIL
Odtwarzanie plików SMIL jest możliwe za pomocą:
- Apple Quicktime player
- Windows Media Player
- RealNetworks RealPlayer

Możliwość wyświetlania plików SMIL za pomocą przeglądarek Internetowych w trakcie realizacji (pewne możliwości daje obecnie Microsoft Internet Explorer).

## Zastosowanie w telekomunikacji
SMIL jest również implementowany na urządzeniach mobilnych. Dzięki temu formatowi możliwe jest wysyłanie wiadomości MMS (Multimedia Messaging Service zwanych też „Mini-Me SMIL”).